# Chorug
Chorug (tadzjikiska: Хоруғ; ryska: Хорог) är en stad i Tadzjikistan med cirka 28 000 invånare. Staden är en universitetsort och huvudstad i provinsen Gorno-Badachsjan. 
Chorug ligger i östra delen av landet vid gränsen mot Afghanistan vid sammanflödet av floderna Gunt och Pjandsj, som senare mynnar i Amu-Darja. 

## Klimat
|                                            | Jan   | Feb  | Mar  | Apr  | Maj  | Jun  | Jul  | Aug  | Sep  | Okt  | Nov  | Dec  |
| ------------------------------------------ | ----- | ---- | ---- | ---- | ---- | ---- | ---- | ---- | ---- | ---- | ---- | ---- |
| Normaldygnets maximitemperaturs medelvärde | −1,2  | 0,6  | 6,8  | 15,7 | 21,4 | 26,6 | 30,1 | 30,4 | 26,1 | 18,2 | 9,5  | 2,3  |
| Normaldygnets minimitemperaturs medelvärde | −11,2 | −8,9 | −1,7 | 5,2  | 8,6  | 12,1 | 15,2 | 15,1 | 9,9  | 4,1  | −1,1 | −6,5 |
|                                            |       |      |      |      |      |      |      |      |      |      |      |      |
| Nederbörd                                  | 33,8  | 35,5 | 45,6 | 42,2 | 29,9 | 8,4  | 3,7  | 1,4  | 1,0  | 5,6  | 7,5  | 11,5 |

| Diagram | temperaturer i °C • månadsnederbörd i mm • Källa: Meteorologiska världsorganisationen | temperaturer i °C • månadsnederbörd i mm • Källa: Meteorologiska världsorganisationen | temperaturer i °C • månadsnederbörd i mm • Källa: Meteorologiska världsorganisationen | temperaturer i °C • månadsnederbörd i mm • Källa: Meteorologiska världsorganisationen | temperaturer i °C • månadsnederbörd i mm • Källa: Meteorologiska världsorganisationen | temperaturer i °C • månadsnederbörd i mm • Källa: Meteorologiska världsorganisationen | temperaturer i °C • månadsnederbörd i mm • Källa: Meteorologiska världsorganisationen | temperaturer i °C • månadsnederbörd i mm • Källa: Meteorologiska världsorganisationen | temperaturer i °C • månadsnederbörd i mm • Källa: Meteorologiska världsorganisationen | temperaturer i °C • månadsnederbörd i mm • Källa: Meteorologiska världsorganisationen | temperaturer i °C • månadsnederbörd i mm • Källa: Meteorologiska världsorganisationen | temperaturer i °C • månadsnederbörd i mm • Källa: Meteorologiska världsorganisationen |
|         | 34 -1 -11                                                                             | 36 1 -9                                                                               | 46 7 -2                                                                               | 42 16 5                                                                               | 30 21 9                                                                               | 8 27 12                                                                               | 4 30 15                                                                               | 1 30 15                                                                               | 1 26 10                                                                               | 6 18 4                                                                                | 8 10 -1                                                                               | 12 2 -7                                                                               |